# 第66回全国高等学校サッカー選手権大会
第66回全国高等学校サッカー選手権大会（だい66かいぜんこくこうとうがっこうサッカーせんしゅけんたいかい）は、1988年1月に行われた、全国高等学校サッカー選手権大会である。

## 概要
- キャッチフレーズ 感動ください・・・

### 日程
- 開会式　1月1日
- 1回戦　1月2日
- 2回戦　1月3日
- 3回戦　1月4日
- 準々決勝　1月6日
- 準決勝　1月7日
- 決勝　1月8日

### 使用会場
- 国立霞ヶ丘競技場陸上競技場（準決勝・決勝）
- 千葉県総合運動場陸上競技場（1回戦～準々決勝）
- 埼玉県大宮公園サッカー場（1回戦・2回戦・準々決勝）
- 西が丘サッカー場（1回戦～3回戦）
- 三ツ沢公園球技場（1回戦～3回戦）
- 浦和市駒場陸上競技場（1回戦～3回戦）
- 江戸川区陸上競技場（1回戦～2回戦）
- 三ツ沢公園陸上競技場（1回戦～2回戦）
- 習志野市秋津サッカー場（1回戦～2回戦）

## 出場校
北海道・東北
- 北海道代表 室蘭大谷
- 青森県代表 五戸
- 岩手県代表 盛岡商
- 宮城県代表 東北学院
- 秋田県代表 秋田経法大付
- 山形県代表 日大山形
- 福島県代表 平工

関東
- 茨城県代表 古河一
- 栃木県代表 佐野日大
- 群馬県代表 前橋商
- 埼玉県代表 大宮東
- 千葉県代表 市立船橋
- 東京都A代表 帝京
- 東京都B代表 暁星
- 神奈川県代表 旭
- 山梨県代表 機山工

北信越・東海
- 新潟県代表 新潟工
- 富山県代表 富山一
- 石川県代表 星稜
- 福井県代表 丸岡
- 長野県代表 松本深志
- 岐阜県代表 岐阜工
- 静岡県代表 東海大一
- 愛知県代表 岡崎城西
- 三重県代表 四日市中央工

近畿
- 滋賀県代表 水口
- 京都府代表 京都商
- 大阪府代表 北陽
- 兵庫県代表 滝川二
- 奈良県代表 奈良育英
- 和歌山県代表 和歌山工

中国
- 鳥取県代表 米子工
- 島根県代表 松江東
- 岡山県代表 作陽
- 広島県代表 広島工
- 山口県代表 多々良学園

四国
- 徳島県代表 徳島市立
- 香川県代表 高松商
- 愛媛県代表 南宇和
- 高知県代表 高知

九州
- 福岡県代表 東海大五
- 佐賀県代表 佐賀学園
- 長崎県代表 国見
- 熊本県代表 大津
- 大分県代表 大分上野丘
- 宮崎県代表 宮崎中央
- 鹿児島県代表 鹿児島実
- 沖縄県代表 小禄

## 試合

### 1回戦
- 新潟工 1 - 0 多々良学園
- 佐野日大 0 - 0(PK3 - 1) 徳島市立
- 盛岡商 0 - 0(PK5 - 6) 小禄
- 帝京 2 - 1 北陽
- 岡崎城西 1 - 2 鹿児島実
- 旭 4 - 2 滝川二
- 市立船橋 1 - 0 作陽
- 丸岡 3 - 3(PK3 - 5) 高知

- 大宮東 5 - 3 東海大五
- 古河一 7 - 0 大津
- 日大山形 2 - 1 佐賀学園
- 松本深志 1 - 0 和歌山工
- 機山工 2 - 3 宮崎中央
- 五戸 1 - 1(PK3 - 5) 南宇和
- 前橋商 2 - 0 奈良育英
- 暁星 2 - 0 京都商

### 2回戦
- 東海大一 8 - 0 松江東
- 新潟工 0 - 2 佐野日大
- 小禄 1 - 5 帝京
- 星稜 0 - 2 水口
- 富山一 2 - 4 広島工
- 鹿児島実 0 - 1 旭
- 市立船橋 6 - 0 高知
- 高松商 0 - 1 室蘭大谷

- 秋田経法大付 0 - 1 四日市中央工
- 大宮東 0 - 1 古河一
- 日大山形 4 - 0 松本深志
- 岐阜工 1 - 0 米子工
- 平工 1 - 0 大分上野丘
- 宮崎中央 0 - 2 南宇和
- 前橋商 0 - 2 暁星
- 東北学院 0 - 5 国見

### 3回戦
- 東海大一 1 - 0 佐野日大
- 帝京 2 - 0 水口
- 広島工 1 - 4 旭
- 市立船橋 5 - 0 室蘭大谷

- 四日市中央工 2 - 0 古河一
- 日大山形 0 - 0(PK4 - 5) 岐阜工
- 平工 0 - 2 南宇和
- 暁星 0 - 2 国見

### 準々決勝
- 東海大一 0 - 0(PK3 - 2) 帝京
- 旭 0 - 1 市立船橋

- 四日市中央工 2 - 0 岐阜工
- 南宇和 1 - 2 国見

### 準決勝
- 東海大一 2 - 1 市立船橋
- 国見３－１四日市中央工

### 決勝
| 1月8日 |

| 東海大一 | 0 - 1 | 国見     |
|          |       | 山木勝博 |

| 国立競技場 |

| 東海大一 |            |             |
| GK       | 中原幸司   |             |
| DF       | 吉村寿洋   |             |
| DF       | 熊埜御堂智 |             |
| DF       | 柴田圭志   |             |
| DF       | 大橋進一   |             |
| MF       | 澤登正朗   |             |
| MF       | 吉田康弘   |             |
| MF       | 望月久義   |             |
| MF       | 篠永博之   | (鈴木啓文 ) |
| FW       | 平沢政輝   |             |
| FW       | 濁澤一仁   | (二井秀雄 ) |

| 国見 |            |             |
| GK   | 伊藤剛     |             |
| DF   | 立石敬之   |             |
| DF   | 中尾幸太郎 |             |
| DF   | 森野哲生   |             |
| DF   | 吉田裕幸   |             |
| MF   | 村田一弘   |             |
| MF   | 松永喜三郎 |             |
| MF   | 永井秀樹   |             |
| FW   | 二宮浩     |             |
| FW   | 原田武男   | (溝口文博 ) |
| FW   | 山木勝博   |             |

## 得点王
- 平沢政輝 (東海大一) 7得点

## 主な出場選手
- 礒貝洋光・森山泰行 (帝京)
- 下川健一 (岐阜工)
- 澤登正朗・平沢政輝（東海大一)
- 永井秀樹 ・二宮浩(国見)
- 松本安司・酒井秀一・中川貴雄（四日市中央工）